# Nicolas Loufrani
Nicolas Loufrani (nascido a 17 de dezembro de 1971 em Neuilly-sur-Seine, na França) é o CEO da The Smiley Company, proprietária da marca comercial e dos direitos de autor do nome e rosto Smiley em mais de 100 países.

## The Smiley Company

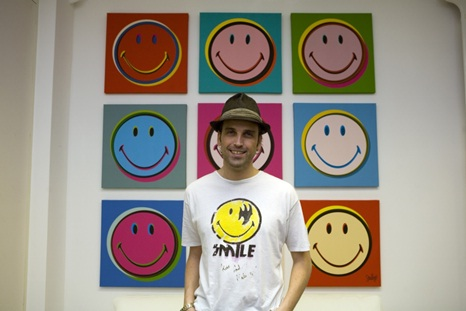
Nicolas Loufrani

Em Londres, em 1996, Nicolas Loufrani e o seu pai, Franklin Loufrani, um jornalista francês, iniciaram a empresa de licenciamento Smiley, readquirindo todos os direitos de marcas registadas preexistentes que Franklin Loufrani tinha mantido sobre o logótipo Smiley desde 1971.

## Crescimento da marca Smiley
Nicolas Loufrani expandiu o registo do nome da marca e começou a
associar mais o logótipo ao nome, criando uma nova identidade da marca para
etiquetas, embalagens, catálogos e outros artigos semelhantes. Criou igualmente
uma representação mundial e prestou apoio a todos os parceiros de licenciamento
através de uma estratégia de marca abrangentePredefinição:Peacock term. O objetivo era equiparar o logótipo a outros símbolos icónicos como o
"swoosh" da Nike ou o crocodilo da Lacoste.

## Emoticons gráficos
Em 1997, Nicolas Loufrani  apercebeu-se da crescente utilização de emoticons de texto ASCII na tecnologia móvel e começou a fazer experiências com rostos Smiley animados, com o objetivo de criar ícones coloridos que correspondessem aos emoticons ASCII já existentes, feitos com simples sinais de pontuação, aperfeiçoando-os para uma utilização mais interativa nas plataformas digitais. A partir destes, Loufrani compilou um Dicionário Emoticon online  que foi ordenado por categorias: clássicos, expressões de estados de espírito, bandeiras, festividades, diversão, desportos, meteorologia, animais, comida, países, profissões, planetas, zodíaco e bebés. Esses ícones foram registados pela primeira vez em 1997 no The United States Copyright Office e foram posteriormente publicados como ficheiros .gif na Internet em 1998, tornado-se nos primeiros emoticons gráficos de sempre a serem utilizados nas plataformas tecnológicas.
Em 2000, o Diretório de Emoticons criado por Loufrani foi disponibilizado na Internet para os utilizadores poderem transferi-los para os telemóveis através do site smileydictionary.com que incluía mais de 1000 emoticons gráficos do smiley e as respetivas versões ASCII. Esse mesmo diretório foi depois publicado, em 2002, num livro da editora Marabout intitulado Dico Smileys.
Em 2001, a The Smiley Company começou a licenciar os direitos dos emoticons gráficos de Loufrani para utilização em transferências para telemóveis por várias empresas de telecomunicações, incluindo a Nokia, a Motorola, a Samsung, a SFR (Vodafone) e a Sky Telemedia.

## Litígio com a Wal-Mart
Em 2001, a The Smiley Company envolveu-se num longo litígio jurídico, nos Estados Unidos, com a marca de supermercados Wal-Mart, que alegava ser a proprietária dos direitos da marca figurativa original. Esse conflito não envolveu qualquer divergência sobre o proprietário dos direitos dos ícones criados por Nicolas Loufrani ou do nome de marca Smiley. Ambas as partes viriam a chegar a um acordo em 2010, cujos termos não foram publicamente divulgados, perante um tribunal federal em Chicago.
A combinação do trabalho previamente desenvolvido pela empresa e da notoriedade gerada pelo processo resultaram num forte reconhecimento do logótipo Smiley com o licenciamento a novos parceiros para utilização em produtos como vestuário, perfumes, peluches, artigos de papelaria e a realização de campanhas promocionais.

## SmileyWorld Association
Em 2005, a família Loufrani fundou uma instituição de solidariedade social, a The SmileyWorld Association (SWA). Em seguida, Nicolas Loufrani tomou a decisão de comercializar produtos éticos, utilizando algodão biológico proveniente de comércio justo no vestuário e fazendo reverter parte dos lucros da empresa para a SmileyWorld Association.

## Parcerias e lojas conceptuais
Nicolas Loufrani desenvolveu parcerias com designers conceituados, como Tommy Hilfiger, Ora Ito, e Jean Charles de Castelbajac, e o "Smiley" começou a aparecer em lojas conceptuais como a Colette em Paris, a Fred Segal em Los Angeles, a Henry Bendel em Nova Iorque e a Stierblut em Munique.
Em dezembro de 2011, abriu a primeira loja conceptual Smiley em Londres.

## Classificação financeira
A The Smiley Company é uma das 100 maiores empresas de licenciamento do
mundo, com um volume de negócios de 167 milhões de dólares americanos em 2012.